# Kitabatake Chikafusa
Kitabatake Chikafusa (北畠親房?; 8 marzo 1293 – Anō, 1º giugno 1354) è stato uno scrittore e politico giapponese, statista appartenente al clan Kitabatake (北畠氏?, Kitabatake-shi), che era discendente dall'imperatore Murakami (926 – 967).

## Biografia

Ritratto di Kitabatake Chikafusa

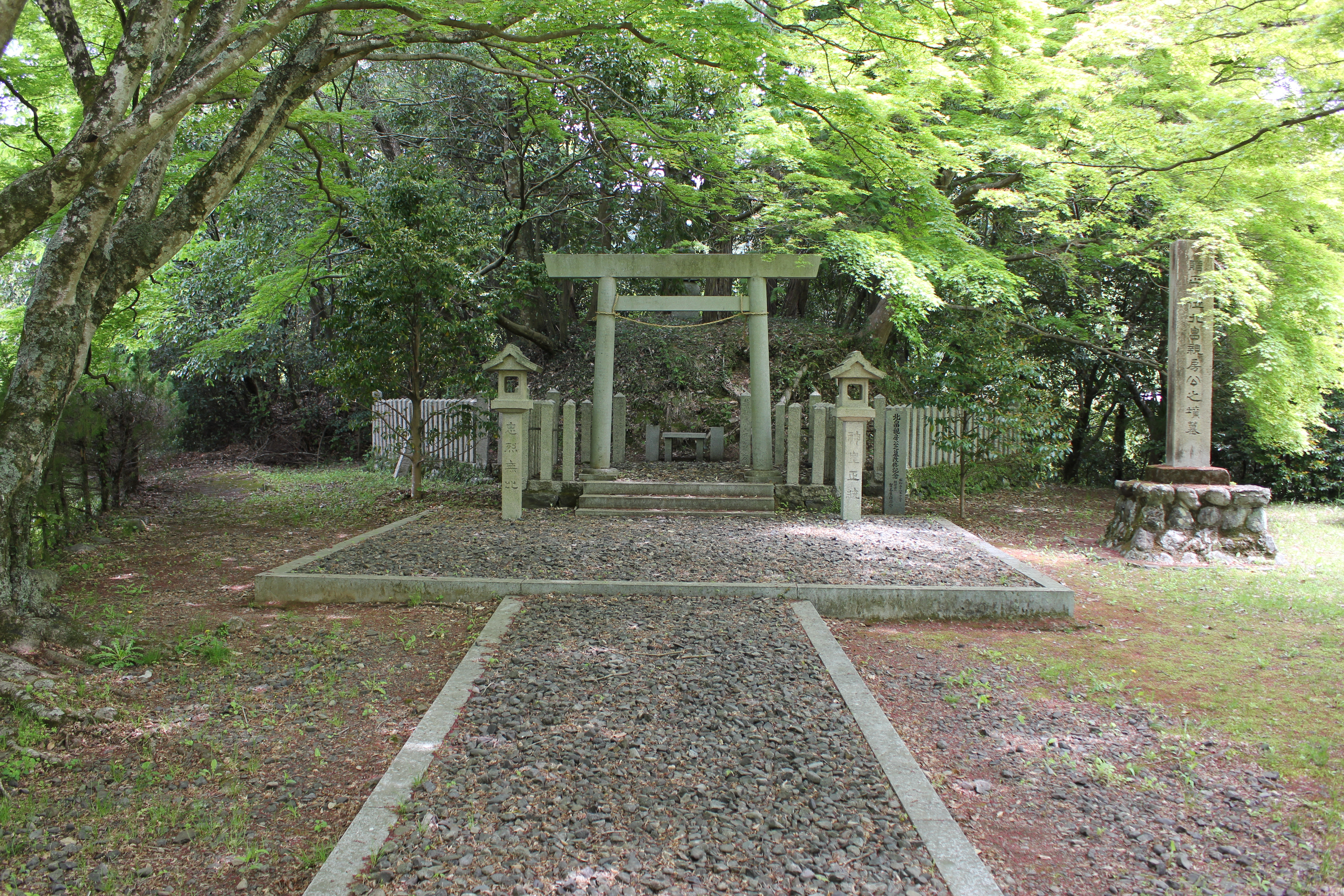
Tomba di Kitabatake Chikafusa

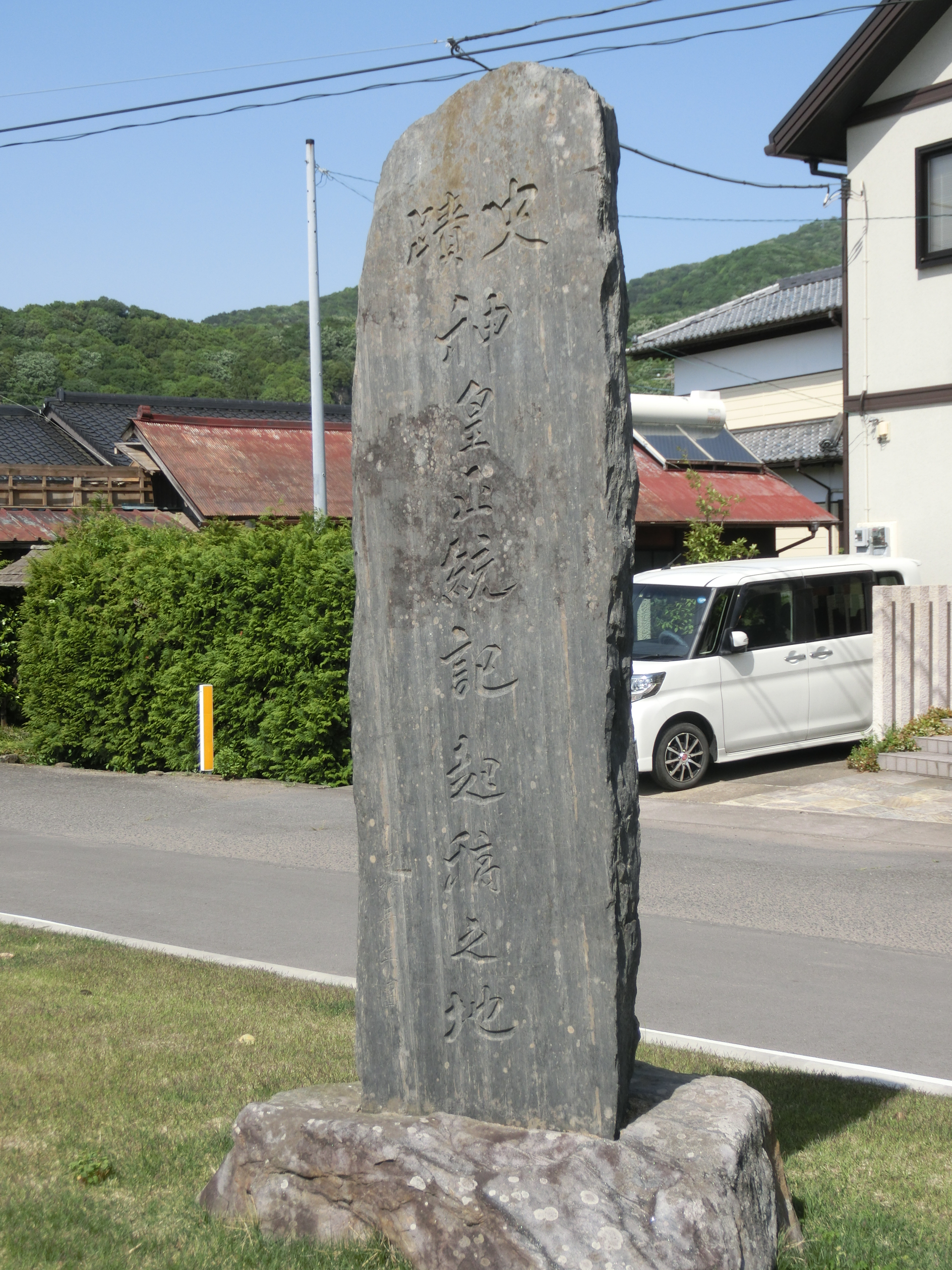
Monumento dedicato a Hinnō Shōtōki, Tsukuba

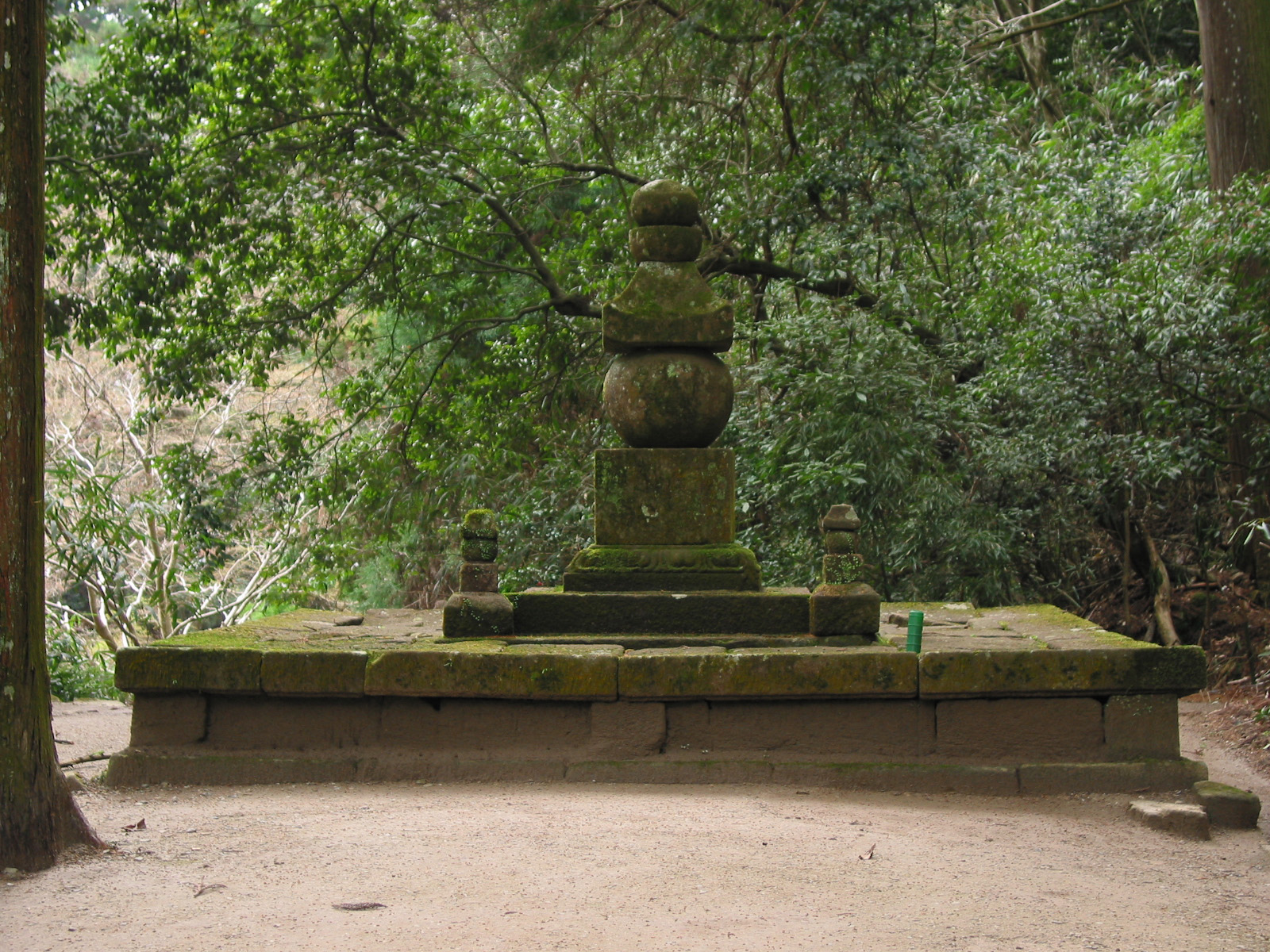
Questo Gorintō è una lapide di Kitabatake Chikafusa

Kitabatake assunse le più alte cariche dello stato durante il Periodo Nanboku-chō dello scisma dinastico, detto anche Periodo delle Corti del Nord e del Sud, che vide l'esistenza e la contrapposizione di due corti imperiali in Giappone nei primi anni dell'epoca Muromachi, dal 1336 al 1392, sotto lo shogunato degli Ashikaga.
Kitabatake fu consigliere degli imperatori Go-Daigo (1288-1339), quando tornò dall'esilio nel 1333 per reclamare il trono che aveva perso precedentemente, Go-Fushimi (1288-1336), Go-Nijō (1285-1308), Hanazono (1297-1348) e Go-Murakami (1328-1368). La breve restaurazione di Go-Daigo si concluse con una rivolta contro il trono e l'istituzione di due corti, la Corte settentrionale di Kyoto e la Corte meridionale di Go-Daigo a Yoshino.
Quando Go-Daigo morì nel 1339, Chikafusa era assediato nella sua roccaforte nella provincia di Hitachi. Ha inviato copie delle sue principali opere al nuovo imperatore, l'imperatore Go-Murakami di dodici anni, consigliando lui e i suoi consiglieri. Kitabatake oltre ad essere un letterato era anche un comandante competente in battaglia, e in molte occasioni respinse le forze dello shogunato. L'assedio di Hitachi durò quattro anni e, sebbene alla fine la sua fortezza cadde in mano ai sostenitori dello shogunato, Kitabatake fuggì a Yoshino, la capitale della Corte del Sud, dove consigliò l'Imperatore fino alla sua morte nel 1354.
Kitabatake si distinse per la sua integrità e lungimiranza e capì che le istituzioni dello shogunato creavano instabilità all'ordine politico.
Kitabatake realizzò un'opera letteraria fondamentale, intitolata Shokugenshō, incentrata sull'amministrazione dello stato, nella quale esaminò la situazione politica contemporanea, la disorganizzazione ed inefficacia della burocrazia e dei funzionari, propose una serie di riforme, consigliando di favorire le nomine per i meriti e non per i favoritismi.
Una delle questioni approfondite da Kitabatake è stata la distribuzione caotica e squilibrata della terra, per la quale criticò sia il governo sia i funzionari governativi e i signori feudali che rivendicavano la terra. Scrisse che cercare ricompense non faceva parte di un comportamento corretto, e che era un comportamento da guerriero lasciare la terra e persino la vita per dovere.  Affermò anche che il caos attuale derivava, in ultima analisi, da un grande numero di persone che rivendicavano una quantità limitata di terra.
Difese, anche militarmente, le dinastia meridionale, compì un tentativo di riconquista di Kyoto, dove era installata la corte del Nord, e scrisse, nel 1339, un importante libro intitolato Storia della legittima successione dei divini imperatori (Hinnō Shōtōki), che descrisse, con caratteri mistici e nazionalisti, la storia del Giappone dalle origini fino ai suoi tempi, sostenendo la dinastia imperiale della Corte del Sud in quanto manifestazione della volontà divina, invitando i sudditi alla obbedienza, criticando invece lo shogunato per usurpazione dei diritti divini.
L'opera suscitò una grande influenza nei secoli successivi per la rinascita della religione nazionalista Shintō e fu di fondamentale importanza per l'ascesa del moderno nazionalismo giapponese,  e difatti nel 1868 ispirò il movimento che portò all'abolizione dello shogunato, ripristinando il potere imperiale.
Ci furono due rami del clan Kitabatake: il primo ebbe come capostipite il figlio di Chikafusa, Kitabatake Akiyoshi (北畠顕能?; morto 1383); il secondo ramo del clan chiamato Namioka o Kitabatake-Namioka venne fondato da un altro figlio di Chikafusa, Kitabatake Akiie (北畠顕家?; 1318–1338), che governò nel nord della provincia di Mutsu, e morì in battaglia nell'estate del 1338.